# Yonejirō Noguchi
Yonejirō Noguchi (野口 米次郎, Noguchi Yonejirō), 8 décembre 1875 - 13 juillet 1947), est un influent écrivain japonais de poésie, de fiction, d'essais et de critiques littéraires à la fois en anglais et japonais. Connu en Occident par son nom de plume Yone Noguchi, il est le père du sculpteur Isamu Noguchi.

## Biographie

### Jeunesse
Noguchi naît dans ce qui est à présent la ville de Tsushima près de Nagoya. Il fréquente l'Université Keio à Tokyo où il découvre les œuvres de Thomas Carlyle et Herbert Spencer et où il exprime son intérêt pour les haiku et le bouddhisme zen. Il demeure pendant un certain temps dans la maison de Shiga Shigetaka, rédacteur en chef du magazine Nihonjin, mais la quitte avant d'être diplômé pour se rendre à San Francisco en novembre 1893. Il y rejoint un journal dirigé par des Japonais exilés proches du « Mouvement pour la liberté et les droits du peuple » et travaille comme domestique. Il passe quelques mois à Palo Alto en Californie où il étudie dans une école préparatoire pour l'Université Stanford et travaille comme journaliste avant de découvrir, après une visite chez Joaquin Miller, sa vocation de poète. Miller salue et encourage Noguchi et le présente à d'autres bohèmes de la région de la baie de San Francisco, dont Gelett Burgess (en) (qui publie les premiers vers de Noguchi dans son magazine, « L'Alouette »), Ina Coolbrith, Edwin Markham, Adeline Knapp (en), Blanche Partington (en) et Charles Warren Stoddard. Noguchi affronte un scandale de plagiat en 1896, publie deux recueils de poésie en 1897 et reste une valeur sûre de la scène littéraire de la région de la baie jusqu'à son départ pour Chicago en 1899. Il y soumet des articles pour l'édition du soir du New York Post et s'installe sur la Côte Est en 1900.

### Carrière littéraire

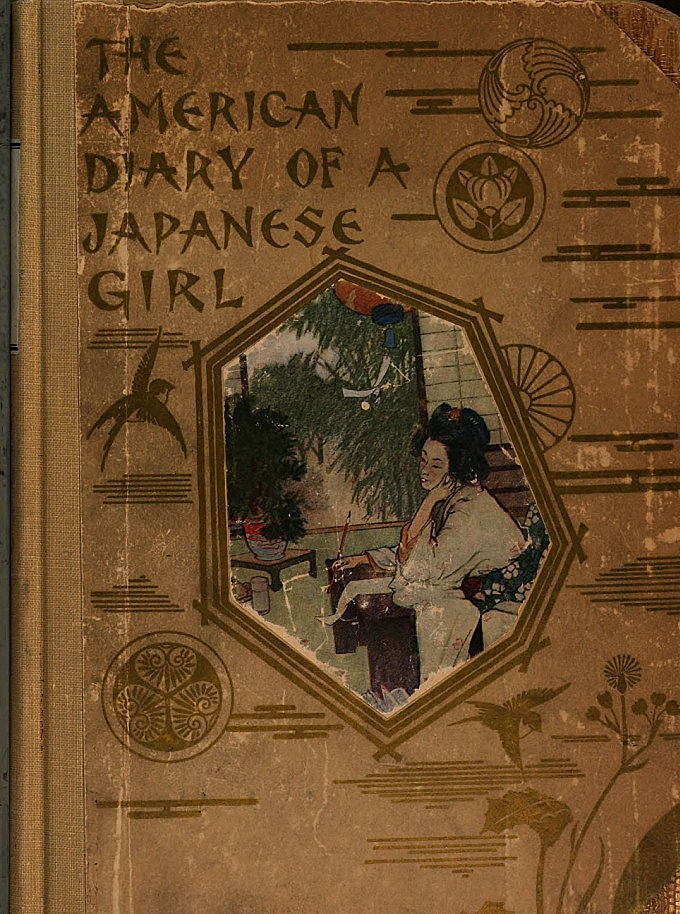
American Diary of a Japanese Girl

De 1900 à 1904, Noguchi vit pour l'essentiel à New York. Avec l'aide de son éditrice et future maîtresse Leonie Gilmour (en), il y termine son travail sur son premier roman, The American Diary of a Japanese Girl (en) et une suite, The American Letters of a Japanese Parlor-Maid.
Puis Noguchi s'embarque pour l'Angleterre où il auto-publie et fait la promotion de son troisième recueil de poésie, De la mer de l'Est et forme des liens avec des personnalités littéraires comme William Michael Rossetti, Laurence Binyon (en), William Butler Yeats, Thomas Hardy, Laurence Housman, Arthur Symons et le jeune Arthur Ransome. Son succès à Londres lui vaut une certaine attention à son retour à New York en 1903 et il forme de nouvelles amitiés productives avec des écrivains américains comme Edmund Clarence Stedman (en), Zona Gale et même Mary MacLane, mais il lui est toujours difficile d'être publié aux États-Unis.
Cette situation change au début de la guerre russo-japonaise en 1904, quand les écrits de Noguchi sur divers aspects de la culture japonaise sont soudainement très en demande parmi les éditeurs de magazines. Il réussit à publier un certain nombre d'articles fondamentaux à ce moment, dont « Une proposition aux poètes américains », dans lequel il conseille aux poètes américains d'« essayer le hokku japonais ».
En en ayant (pense-t-il) terminé avec un bref mariage secret avec Léonie Gilmour dans les premiers mois de 1904, Noguchi prévoit de rentrer au Japon avec l'intention d'épouser une autre maîtresse, Ethel Armes, journaliste au Washington Post. Il retourne au Japon en août 1904 et devient professeur d'anglais au Keio Gijuku l'année suivante, mais ses plans de mariage tombent à l'eau quand Leonie Gilmour donne naissance au fils de Noguchi (le futur sculpteur Isamu Noguchi) à Los Angeles. Il achète une maison dans le quartier Koishikawa de Tokyo en novembre 1905 et publie une anthologie de poésie en prose en anglais, The Cloud Summer, peu de temps après.
En 1907, Léonie et Isamu rejoignent Noguchi à Tokyo, mais les retrouvailles s’avèrent de courte durée, principalement parce que Noguchi a déjà épousé une japonaise avant leur arrivée. Lui et Leonie se séparent pour de bon en 1910, bien que Léonie et Isamu continuent à vivre au Japon.
Noguchi continue à publier largement en anglais après son retour au Japon, devenant ainsi l'un des principaux interprètes de la culture japonaise auprès des Occidentaux, et de la culture occidentale auprès des Japonais. En 1909, son recueil de poèmes Le pèlerinage est généralement très bien reçu, tout comme une collection d'essais de 1913, À travers le torii. En 1913, il effectue son deuxième voyage en Angleterre (via Marseille et Paris) pour donner des conférences sur Matsuo Bashō et le haïku au Magdalen College (Oxford) à l'invitation du poète lauréat, Robert Bridges.
Il est salué dans les pages du magazine Poetry comme un pionnier du modernisme, grâce à son plaidoyer de vers libre et son association avec des écrivains modernistes tels Yeats Ezra Pound, Richard Aldington et John Gould Fletcher. Tandis qu'il réside à Londres, il rencontre George Bernard Shaw, H. G. Wells, Edward Carpenter et d'autres figures littéraires remarquables. En avril l'année suivante, alors qu'il est à Paris, il rencontre également Tōson Shimazaki qui se trouve voyager en Europe à cette époque. Noguchi retourne au Japon en passant par Berlin et Moscou en utilisant le Transsibérien. En 1919-20, Noguchi fait une tournée transcontinentale de conférences en Amérique.
Au début des années 1920, cependant, le travail de Noguchi connaît la disgrâce critique et il consacre ensuite ses efforts en anglais à l'étude de l'ukiyoe tout en commençant une carrière quelque peu tardive comme poète de langue japonaise. Le succès de Noguchi en tant que poète japonais est remis en question par les érudits japonais ; Norimasa Morita affirme que Noguchi « a du mal à se faire une réputation littéraire pour lui-même au Japon » et que « la plupart de ses poèmes japonais n'ont reçu aucune reconnaissance critique ou populaire ». D'autres spécialistes comme Madoka Hori désignent comme preuve du succès de Noguchi le numéro spécial Yonejirō Noguchi de mai 1926 du magazine Nippon Shijin (« le poète japonais »). Tous les livres ultérieurs de Noguchi, en japonais et en anglais, sont publiés au Japon car Noguchi rencontre une vive résistance auprès des éditeurs américains dans les années 1930, malgré le soutien de quelques éditeurs sympathiques comme Marianne Moore.

### Dernières années
Les vues politiques de Noguchi ont tendance à suivre les orientations japonaises en vigueur. Dans les années 1920, après le virage à gauche de la démocratie Taishō, il publie des revues de gauche comme Kaizō, mais dans les années 1930, il suit le tournant du pays vers la droite. En partie en raison de son amitié avec les grands intellectuels indiens comme Rabindranath Tagore, Sarojini Naidu et Rash Behari Bose (en), Noguchi est envoyé en Inde britannique en 1935 pour aider à obtenir des soutiens pour les objectifs japonais en Asie de l'Est, mais au moment du tristement célèbre échange de lettres entre Noguchi et Tagore en 1938, il semble qu'il existe peu d'espoir de gagner la compréhension internationale pour l'impérialisme de plus en plus militant du Japon. Durant la Seconde Guerre Mondiale, Noguchi soutient la cause japonaise, prônant un assaut sans ménagement sur les pays occidentaux qu'il a autrefois admiré.
En 1943, Noguchi est lauréat du prix de l'Académie japonaise des arts. En avril 1945, sa maison de Nakano à Tokyo est détruite par les bombardements américains. Après la guerre, il se réconcilie avec son fils Isamu avant de mourir d'un cancer de l'estomac le 13 juillet 1947.

## Évaluations critiques
Les évaluations critiques de Noguchi, tout en variant considérablement, soulignent souvent le caractère énigmatique de son œuvre. Arthur Symons le désigne comme « une personnalité difficilement compréhensible » Arthur Ransome l'appelle « un poète dont les poèmes sont si distincts qu'une centaine d'entre eux ne sont pas suffisants pour son expression ». Ezra Pound, à la première lecture de Le pèlerinage en 1911, écrit : « Ses poèmes semblent être plutôt beaux. Je ne sais pas trop quoi en penser ». Junzaburō Nishiwaki écrit quant à lui « La plupart de ses premiers poèmes ont toujours semblé si terribles, si déconcertants, qu'ils surprennent toute raison ou système » 
Noguchi peut être considéré comme un écrivain interculturel, transnational ou cosmopolite. Son œuvre peut également être envisagée, mais de façon un peu plus problématique, au sein des littératures nationales du Japon et des États-Unis (voir Littérature japonaise, Littérature américaine). Noguchi a récemment attiré l'attention dans les études américaines asiatiques en raison de l'intérêt croissant pour le mondialisme.
Yone Noguchi est interprété par Nakamura Shido dans le film Leonie (2010).

## Ouvrages en anglais de Yone Noguchi
- Seen & Unseen, or, Monologues of a Homeless Snail (1897, 1920)
- The Voice of the Valley (1897)
- The American Diary of a Japanese Girl (en) (1902, 1904, 1912, 2007 )
- From the Eastern Sea (pamphlet) (1903)
- From the Eastern Sea (1903, 1903, 1905, 1910)
- The American Letters of a Japanese Parlor Maid (1905)
- Japan of Sword and Love (1905)
- The Summer Cloud (1906)
- Ten Kiogen in English (1907)
- The Pilgrimage (1909, 1912)
- Kamakura (1910)
- Lafcadio Hearn in Japan (1910, 1911)
- The Spirit of Japanese Poetry (1914)
- The Story of Yone Noguchi (1914, 1915)
- Through the Torii (1914, 1922)
- The Spirit of Japanese Art (1915)
- Japanese Hokkus (1920)
- Japan and America (1921)
- Hiroshige (1921)
- Selected Poems of Yone Noguchi (1921)
- Korin (1922)
- Utamaro (1924)
- Hokusai (1925)
- Harunobu (1927)
- Sharaku (1932)
- The Ukiyoye Primitives (1933)
- Hiroshige (1934)
- Hiroshige and Japanese Landscapes (1934)
- The Ganges Calls Me (1938)
- Harunobu (1940)
- Hiroshige (1940)
- Emperor Shomu and the Shosoin (1941).
- Collected English Letters, ed. Ikuko Atsumi (1975).
- Selected English Writings of Yone Noguchi: An East-West Literary Assimilation, ed. Yoshinobu Hakutani, 2 v. (1990–1992).
- Collected English Works of Yone Noguchi: Poems, Novels and Literary Essays, ed. Shunsuke Kamei, 6 v. (2007)
- Later Essays, ed. Edward Marx (2013).

## Contributions à des périodiques
Noguchi contributed to numerous periodicals in the United States, Japan, England, and India, including: The Academy, Blackwood's, The Bookman (London), The Bookman (New York), The Calcutta Review, The Chap-Book, Chūōkōron, The Conservator, The Dial (en), The Double-Dealer (en), The Egoist, The Graphic, The Japan Times, Kaizō, The Lark, Frank Leslie's Popular Monthly, Mainichi Shinbun, The Modern Review (Calcutta), Myōjō, The Nation (London), The Nation (New York), The Philistine, Poetry Magazine, Poet Lore, The Poetry Review, The Reader Magazine, Sunset Magazine, T'ien Hsia Monthly, T.P.'s Weekly, Taiyō, Teikoku Bungaku, The Visva-Bharati Quarterly, The Westminster Gazette et le Yomiuri Shinbun.
Cité par Christophe André sur "France culture", dans "Trois minutes à méditer" du 3 août 2016 :
"J’écoute le chant de l’oiseau non pour sa voix, mais pour le silence qui suit." ("http://www.franceculture.fr/emissions/trois-minutes-mediter/ecouter-la-rumeur-du-monde")

## Source de la traduction
- (en) Cet article est partiellement ou en totalité issu de l’article de Wikipédia en anglais intitulé « Yone Noguchi » (voir la liste des auteurs).
- Notices d'autorité :   - VIAF
  - ISNI
  - BnF (données)
  - IdRef
  - LCCN
  - GND
  - Japon
  - CiNii
  - Pays-Bas
  - Pologne
  - Israël
  - NUKAT
  - Vatican
  - Australie
  - Norvège
  - Tchéquie
  - Grèce
  - WorldCat